# A morir (álbum de Américo)
A morir es el segundo álbum de estudio de Américo, el cual reafirma su gran momento como el fenómeno tropical de Chile. Hasta junio de 2013, A morir vendió 63 000 copias en Chile, donde se convirtió tanto en el mayor éxito comercial de Américo como en el tercer álbum más vendido en formato físico durante el siglo XXI, así como también en el título chileno más vendido durante el siglo.

## Lista de canciones
| N.º | Título                            | Duración |  |
| 1.  | «Te vas»                          | 3:54     |  |
| 2.  | «Entre el amor y el odio»         | 3:52     |  |
| 3.  | «Que levante la mano»             | 3:16     |  |
| 4.  | «A llorar a otra parte»           | 3:55     |  |
| 5.  | «Me enamoré de ti y qué»          | 2:59     |  |
| 6.  | «No me mientas»                   | 3:12     |  |
| 7.  | «Me olvidé de tu amor»            | 3:24     |  |
| 8.  | «Tendría que llorar por ti»       | 3:57     |  |
| 9.  | «Otra noche sin ti»               | 3:43     |  |
| 10. | «Qué será de mí»                  | 3:34     |  |
| 11. | «Tu nombre y el mío» (Con Jordan) | 3:47     |  |

## Sencillos
- Que levante la mano
- Te vas